# Scott National Park
Scott National Park är en park i Australien. Den ligger i delstaten Western Australia, omkring 260 kilometer söder om delstatshuvudstaden Perth. Scott National Park ligger 16 meter över havet. Arean är 33 kvadratkilometer.
Trakten är glest befolkad. Närmaste större samhälle är Augusta, nära Scott National Park. 
Genomsnittlig årsnederbörd är 1 147 millimeter. Den regnigaste månaden är maj, med i genomsnitt 198 mm nederbörd, och den torraste är februari, med 10 mm nederbörd.